# Goose
Goose – belgijski zespół rocka elektronicznego, założony w 2000 roku w Kortrijk. W jego skład wchodzą: wokalista Mickael Karkousse, gitarzysta David Martijn, basista Tom Coghe i perkusista Bert Libeert. Brzmienie zespołu łączy w sobie elementy muzyki elektronicznej, punkowej, synth disco, cold wave i innych gatunków.
Do połowy 2025 roku wydali pięć albumów studyjnych: Bring It On (2006), Synrise (2010), Control Control Control (2012), What You Need (2016) i Endless (2022), a także m.in. album koncertowy Nonstop (2018) czy album kompilacyjny G20SE 20Y Celebration (2024). Znani są z takich piosenek, jak „Synrise”, „British Mode”, „Call Me” czy „Words”, a także tworzyli remiksy dla takich artystów, jak Daft Punk, Scissor Sisters i White Lies.
Porównywani są do belgijskich zespołów Soulwax i Aeroplane oraz do muzyka The Magician.

## Historia

Koncert zespołu Goose w 2012 roku

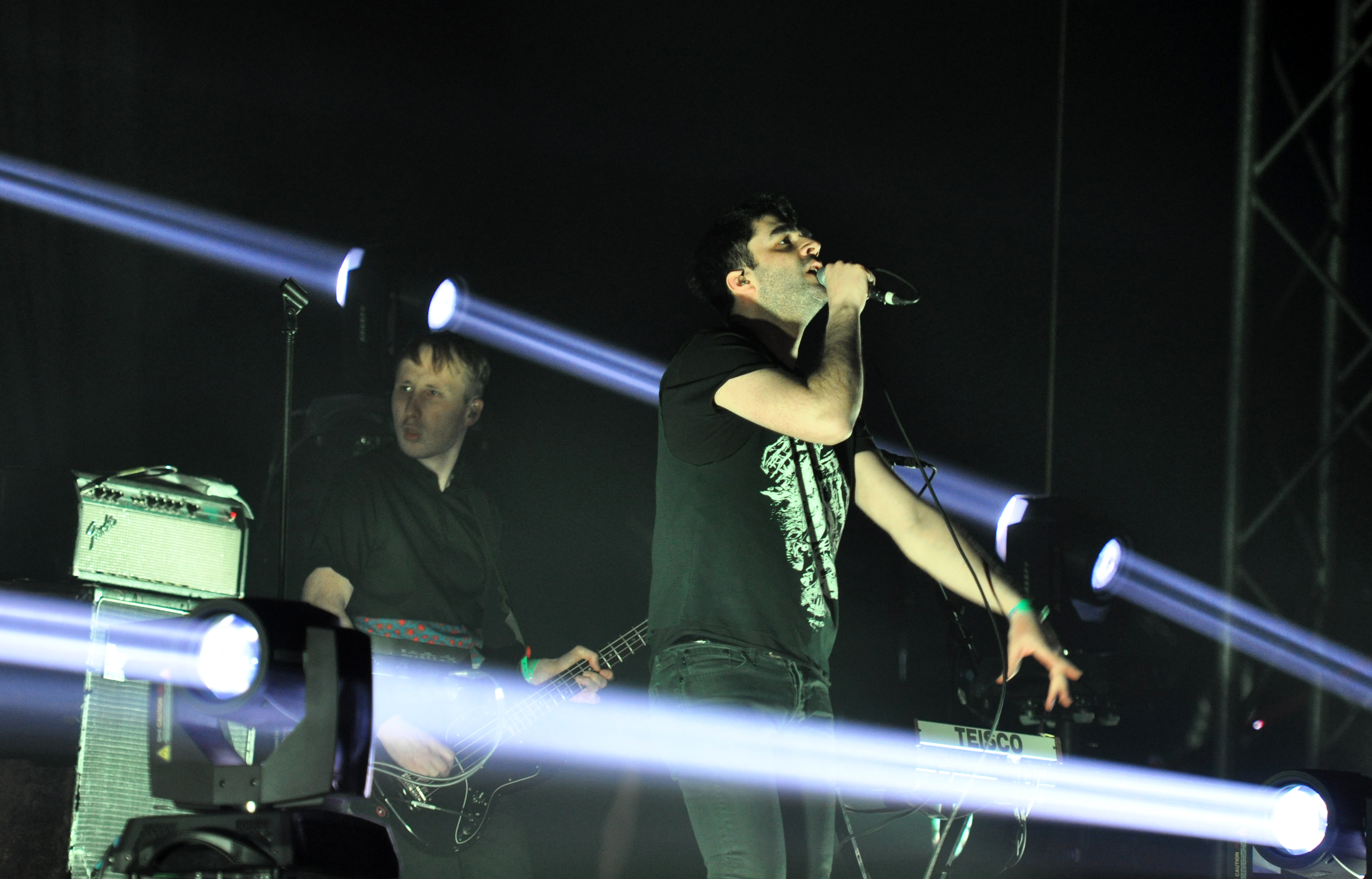
Goose na festiwalu Paaspop 2013

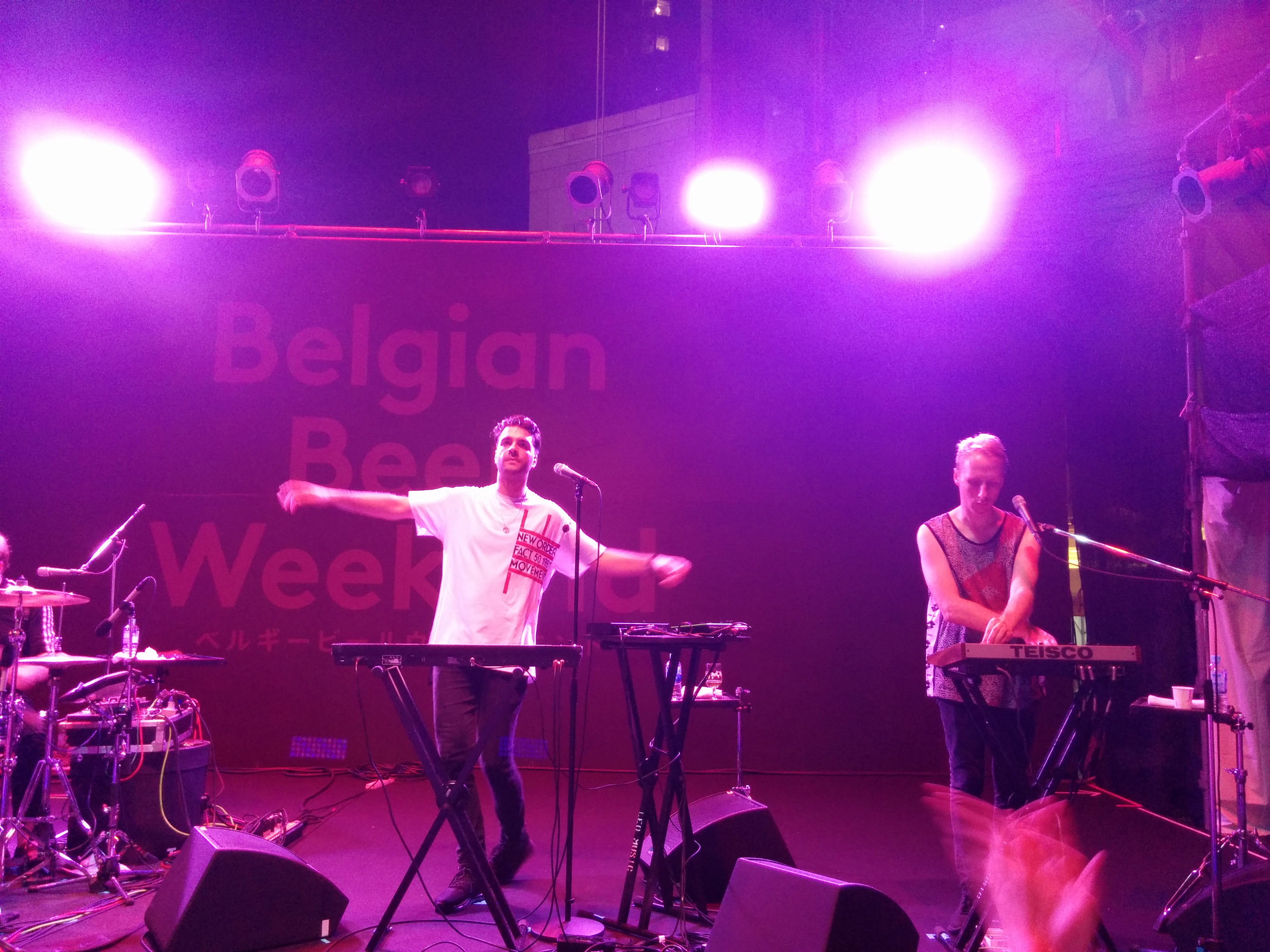
Koncert zespołu Goose w 2018 roku

Zespół Goose powstał latem 2000 roku w belgijskim Kortrijk, a jego założycielami byli: wokalista Mickael Karkousse, gitarzysta David Martijn, basista Tom Coghe i perkusista Bert Libeert. Początkowo był to zespół coverowy AC/DC, a swoją nazwę zaczerpnęli pseudonimu Nicka „Goose’a” Bradshawa z filmu Top Gun. W 2002 roku grupa wygrała konkurs Humo's Rock Rally i jeszcze w tym samym roku nagrała swój pierwszy singiel z Teo Millerem zatytułowany „Audience”. Firma Coca-Cola wykorzystała ich debiutancki utwór w reklamach telewizyjnych emitowanych w całej Europie.
W 2006 roku grupa podpisała kontrakt z wytwórnią Skint Records, a ich debiutancki album Bring It On ukazał się 10 września tego samego roku. Również w 2006 roku Goose zdobył nagrodę TMF Awards w kategorii na najlepszy zespół muzyki alternatywnej.
18 października 2010 roku ukazał się drugi album zespołu pn. Synrise, wydany nakładem !K7 Records. Okładkę do niego zaprojektował Storm Thorgerson, znany ze współpracy z Pink Floyd. Album ten zapowiedział singel „Words”, a następnie utwór „Can’t Stop Me Now”. Tytułowy utwór „Synrise” został zremiksowany m.in. przez grupę Soulwax, a pianista jazzowy Jef Neve stworzył jego klasyczną wersję fortepianową.
Po trasie koncertowej po Europie zespół Goose zagrał koncert domowy w październiku 2011 roku na Schouwburgplein w Kortrijk pod hasłem „Goose Invades”. Wystąpili na nim także muzycy z grupy SX, a po występie na świeżym powietrzu odbyła się impreza w klubie muzycznym De Kreun.
Trzeci album Goose, Control Control Control, został wydany 12 października 2012 roku nakładem własnej wytwórni Safari Records. Album ten został w całości nagrany na żywo w studiu, z pomocą Paula Staceya (Noel Gallagher) i Dave'a Sardy'ego (Oasis, ZZ Top).
Czwarty album studyjny, What You Need, nagrany w dużej mierze w Los Angeles z producentem Jasonem Falknerem (Air, Beck), który grał również na gitarze, syntezatorach i pianinie w kilku jego utworach, ukazał się 15 kwietnia 2016 roku. Zadebiutował on na pierwszym miejscu belgijskiej listy przebojów Ultratop. Płycie tej towarzyszył krótkometrażowy film wyreżyserowany przez Willy’ego Vanderperre’a.
Rok 2016 był także czasem, w którym zespół Goose po raz pierwszy wystąpił na głównej scenie festiwalu Rock Werchter, a bilety na ich koncert w Lotto Arenie w Antwerpii zostały wyprzedane. W 2017 roku skupili się przede wszystkim na tworzeniu materiału do kolejnego albumu studyjnego. Jeszcze w tym samym roku wydali piosenkę „Trip”, a w połowie marca 2018 roku „Circles”. Obydwa utwory powstały we współpracy z producentem samochodów Audi.
18 września 2018 roku ukazał się album koncertowy Nonstop, z muzyką wykonaną na belgijskim festiwalu Pukkelpop 2018. W tym samym miesiącu zorganizowali koncert charytatywny na Nelson Mandelaplein w Kortrijk, z którego dochód w wysokości 80 tys. euro został przeznaczony na rzecz organizacji pozarządowej Lekarze bez Granic.
12 marca 2021 roku zespół wydał minialbum Something New, który zawierał dziesięć utworów, w tym pięć remiksów. Płytę tę zapowiedziały takie utwory, jak „Heaven”, „Something New”, „Girls Who Act Like Boys” czy „Viper”. 11 marca 2022 roku premierę miał piąty album studyjny, Endless, w którym postawiono na klimaty cold wave i muzykę industrialną. Został on nagrany w Paryżu.
Pod koniec stycznia 2023 roku premierę miał singel „Get It Started”, który muzycznie nawiązywał do brzmień z lat 80. XX wieku.
16 listopada 2024 roku członkowie zespołu Goose zorganizowali w antwerpskiej Lotto Arenie koncert rocznicowy z okazji 20-lecia istnienia zespołu. Z tej też okazji zespół otworzył drzwi swojej wytwórni Safari Studios w Kortrijk, a 4 października wydał album G20SE 20Y Celebration zawierający 20 singli, uzupełniony o niepublikowane wcześniej utwory.

## Skład
- Mickael Karkousse – wokal, instrumenty klawiszowe (od 2000)[1][2]
- David Martijn(inne języki) – gitara, instrumenty klawiszowe (od 2000)[1][2]
- Tom Coghe – gitara basowa, instrumenty klawiszowe (od 2000)[1][2]
- Bert Libeert – perkusja (od 2000)[1][2]

## Dyskografia

### Albumy studyjne
| Rok                                                      | Tytuł                   | Szczegóły                                                                                   | Najwyższa pozycja na liście | Najwyższa pozycja na liście | Najwyższa pozycja na liście |
| Rok                                                      | Tytuł                   | Szczegóły                                                                                   | BEL (FL)                    | BEL (WA)                    | NED                         |
| -------------------------------------------------------- | ----------------------- | ------------------------------------------------------------------------------------------- | --------------------------- | --------------------------- | --------------------------- |
| 2006                                                     | Bring It On             | - Data: 10 września 2006 - Wydawca: Skint, Epic, Red Ink - Format: CD, LP, digital download | 17                          | –                           | 79                          |
| 2010                                                     | Synrise                 | - Data: 18 października 2010 - Wydawca: !K7 - Format: CD, LP, digital download              | 5                           | –                           | –                           |
| 2012                                                     | Control Control Control | - Data: 12 października 2012 - Wydawca: Safari - Format: CD, LP, digital download           | 3                           | 59                          | –                           |
| 2016                                                     | What You Need           | - Data: 15 kwietnia 2016 - Wydawca: Safari - Format: CD, LP, digital download               | 1                           | 62                          | –                           |
| 2022                                                     | Endless                 | - Data: 11 marca 2022 - Wydawca: Universal Music - Format: CD, LP, digital download         | 6                           | –                           | –                           |
| „ –” oznacza, że album nie był notowany na danej liście. |                         |                                                                                             |                             |                             |                             |
| [ 1 ] [ 2 ] [ 3 ]                                        | [ 1 ] [ 2 ] [ 3 ]       | [ 1 ] [ 2 ] [ 3 ]                                                                           | [ 20 ]                      | [ 20 ]                      | [ 20 ]                      |

## Nagrody i wyróżnienia
| Rok  | Nagroda                 | Kategoria                                     | Nominowany / dzieło | Rezultat  | Źr.    |
| ---- | ----------------------- | --------------------------------------------- | ------------------- | --------- | ------ |
| 2007 | Music Industry Awards   | Najlepszy występ na żywo                      | Goose               | Wygrana   | [ 31 ] |
| 2010 | Music Industry Awards   | Najlepszy zespół dance/elektroniczny          | Goose               | Wygrana   | [ 32 ] |
| 2010 | Music Industry Awards   | Najlepsza grafika                             | Synrise             | Wygrana   | [ 32 ] |
| 2016 | Music Industry Awards   | Najlepszy występ na żywo                      | Goose               | Wygrana   | [ 33 ] |
| 2007 | MTV Europe Music Awards | Najlepszy wykonawca holenderski i belgijski   | Goose               | Nominacja | [ 34 ] |
| 2011 | MTV Europe Music Awards | Najlepszy belgijski wykonawca                 | Goose               | Nominacja | [ 35 ] |
| 2007 | TMF Awards              | Najlepszy zespół alternatywny                 | Goose               | Wygrana   | [ 9 ]  |
| 2014 | UK Music Video Awards   | Najlepszy alternatywny film wideo – budżetowy | „Your Ways”         | Nominacja | [ 36 ] |

## Wykorzystanie w mediach
| Piosenka                        | Dzieło                  | Typ       | Rok  | Źr.    |
| ------------------------------- | ----------------------- | --------- | ---- | ------ |
| „3T4”                           | Gran Turismo 5          | gra wideo | 2010 | [ 37 ] |
| „Black Gloves”                  | Project Gotham Racing 4 | gra wideo | 2007 | [ 38 ] |
| „Black Gloves”                  | Wild Child              | film      | 2008 | [ 39 ] |
| „Black Gloves”                  | Dziewczyna z marzeniami | film      | 2009 | [ 40 ] |
| „Black Gloves”                  | Blitz                   | film      | 2011 | [ 41 ] |
| „Bring It On”                   | Seks, kasa i kłopoty    | serial TV | 2007 | [ 42 ] |
| „Check”                         | CSI: NY                 | serial TV | 2006 | [ 43 ] |
| „Check”                         | Gran Turismo 5          | gra wideo | 2010 | [ 43 ] |
| „Everybody”                     | Gran Turismo 5          | gra wideo | 2010 | [ 37 ] |
| „Synrise”                       | Szkoła dla elity        | serial TV | 2022 | [ 44 ] |
| „Synrise (Soulwax Remix)”       | Grand Theft Auto V      | gra wideo | 2013 | [ 45 ] |
| „Trendsetter”                   | Chuck                   | serial TV | 2007 | [ 46 ] |
| „Words (GT5 Edit) (Jester Dub)” | Gran Turismo 5          | gra wideo | 2010 | [ 37 ] |